# Nagy-sóstó-sivatag
A Nagy-sóstó-sivatag (angolul Great Salt Lake Desert) egy kiterjedt sivatag az Egyesült Államokban, Utah északnyugati részén, a Nagy-sóstó és Nevada határa között. Területe kb. 10 360 km².
A sivatag az utolsó jégkorszak végén (pleisztocén) alakult ki a Bonneville-tó kiszáradásával összefüggésben. 
Az egykori Bonneville-tó leghíresebb maradványa a Nagy-sóstó, ez a sivatag és a Bonneville sós síkság.
Klímáját meleg nyarakkal és hideg telekkel a sivatagi éghajlat uralja.
Az egyetlen jelentősebb település a sivatag nyugati szélén, a nevadai határon Wendover, körülbelül 1500 lakossal. A sivatagot keresztezi a kelet-nyugati irányú, I-80 számú autópálya („Dwight D. Eisenhower Highway”) és a tőle pár száz méterre délre, vele párhuzamosan haladó, Union Pacific Railroad vasútvonal. A sivatag északi és déli részén az Egyesült Államok hadserege és légiereje összesen négy nagy katonai gyakorló és kiképző területet tart fenn.
Az autósebességi rekordok felállítását a hozzá kapcsolódó Bonneville sós síkságon végzik. 

## Fordítás
Ez a szócikk részben vagy egészben  a   Great Salt Lake Desert című angol Wikipédia-szócikk fordításán alapul.  Az eredeti cikk szerkesztőit annak laptörténete sorolja fel. Ez a jelzés csupán a megfogalmazás eredetét és a szerzői jogokat jelzi, nem szolgál a cikkben szereplő információk forrásmegjelöléseként.